# Personnel navigant commercial
Pour les articles homonymes, voir PNC.
Le personnel navigant commercial (abrégé PNC) est le personnel d'une compagnie aérienne ayant pour fonction d'assurer la sécurité des passagers à bord d'un aéronef, mais aussi l'accueil, le confort et la fidélisation de la clientèle. Dans les textes de la direction générale de l'Aviation civile (DGAC), on parle de membre d'équipage de cabine, terme résultant sûrement du calque anglais cabin crew. Pour le grand public et les médias, ce sont les termes d'hôtesse de l'air (pour les femmes) et de steward (pour les hommes) qui sont couramment utilisés pour désigner la fonction de PNC. Au Canada, on parle aussi d'agent de bord.

## Histoire

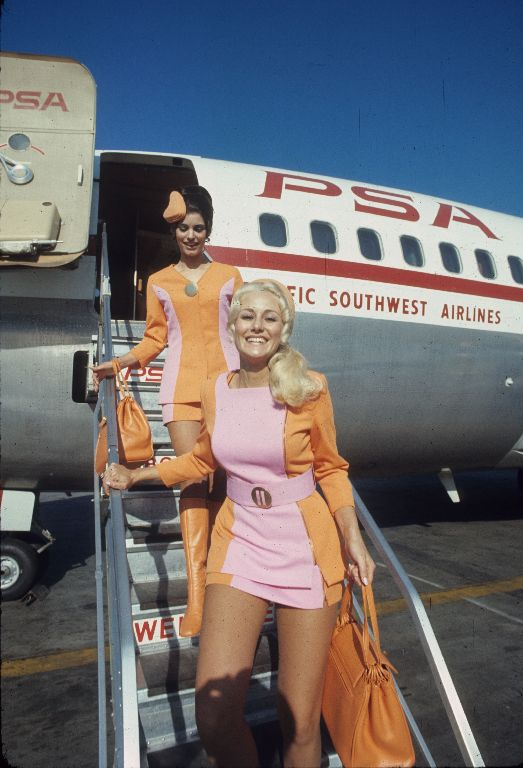
L'uniforme des hotesses de PSA à la mode des années 1970 et le slogan sulfureux Long Legs and Short Nights (« De longues jambes et de courtes nuits »).

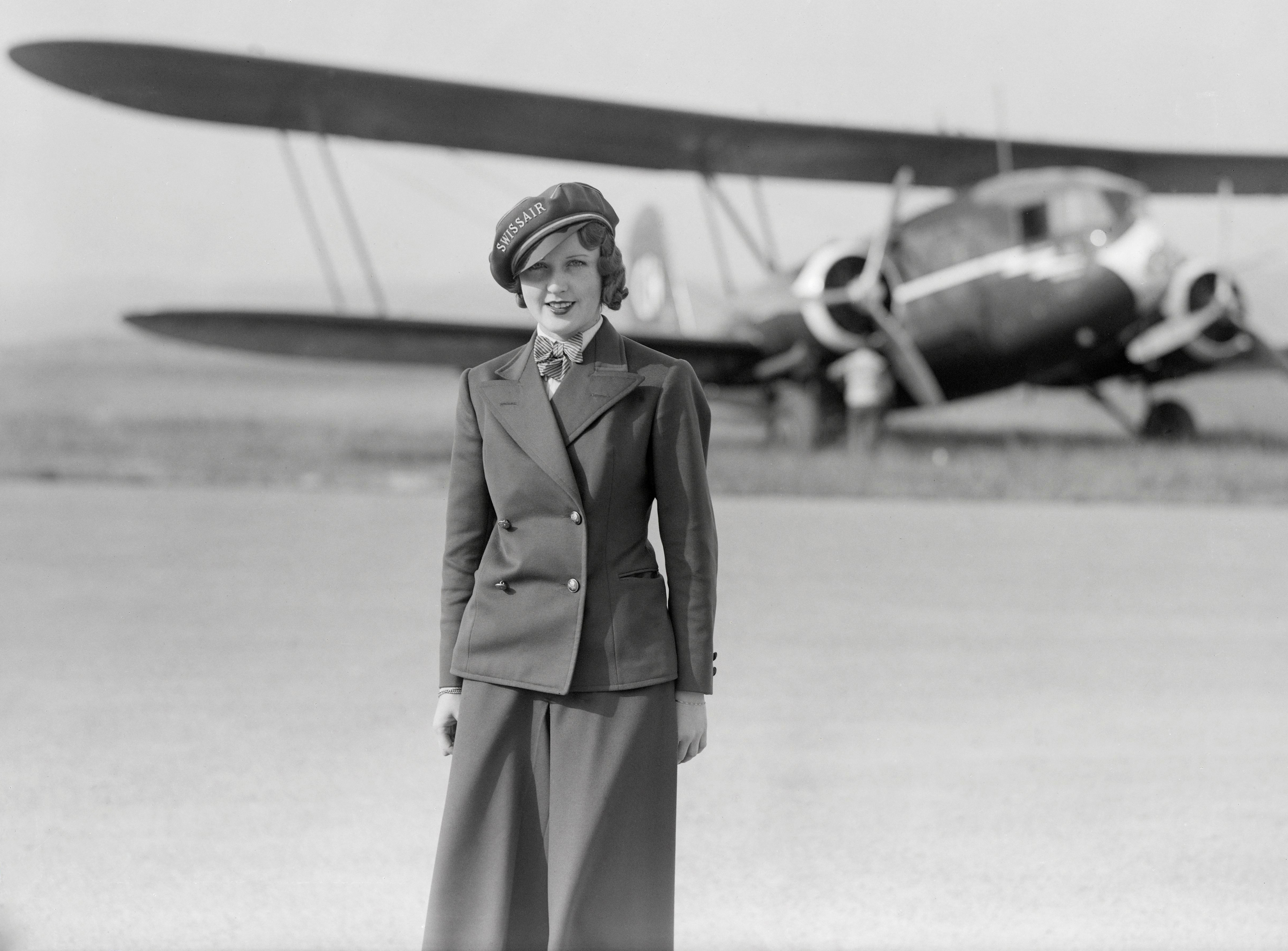
Nelly Diener, la première hôtesse de l'air d'Europe, en 1934.

### L'influence du maritime et du ferroviaire
Le rôle de PNC est directement emprunté aux postes similaires sur les paquebots ou les trains de passagers. Cependant, dans le transport aérien, ces personnels possèdent un rôle différent : il assure la sécurité des passagers. Le mot "steward" provient du terme chief steward, alors en vigueur au sein du transport maritime.

### Le premier steward de l'Histoire
L'Allemand Heinrich Kubis fut le premier steward du monde, en 1912. Kubis fut chargé de la sécurité, de l'accueil et du confort des passagers à bord du DELAG Zeppelin LZ 10 Schwaben. Il a ensuite opéré sur le tristement célèbre LZ 129 Hindenburg et fut à bord quand celui-ci prit feu. Il a survécu en sautant par la fenêtre quand elle s'est approchée du sol.

### L'avènement de la fonction d'hôtesse de l'air
L'idée de recruter des hôtesses de l'air naquit aux États-Unis en 1930, où le personnel navigant était jusqu'alors exclusivement masculin : la première hôtesse de l'air de l'Histoire est Ellen Church. En Europe, il faudra attendre 1934 avec Nelly Diener (Suisse).
Cette avancée visait à rassurer les passagers tout en contribuant à leur bien-être. À l'époque, le voyage par les airs était en effet relativement nouveau et les conditions de voyage plutôt médiocres (turbulences, mal de l'air, angoisse...). Certains ont alors jugé bon de recruter du personnel de bord féminin, possédant une expérience préalable en tant qu'infirmière.
Ces dernières étaient recrutées pour leur intelligence mais également pour leur extrême beauté. Les critères d'entrée étaient stricts ; notamment concernant le poids, la taille, l'âge et le statut marital. Ces jeunes femmes se devaient d'être réfléchies, sveltes, élancées, fraîches et célibataires. Certaines compagnies comme la Pan American World Airways allaient même jusqu'à peser leurs hôtesses avant chaque vol. De nos jours, ces critères physiques sont obsolètes et illégaux.

## Accès à la profession

### Prérequis

#### Parcours académique
Pour exercer la profession de PNC en France, il faut être majeur et généralement titulaire d’un niveau baccalauréat. Une maîtrise courante de la langue anglaise est impérative. Pour les compagnies françaises, elle doit être dûment appuyée par une attestation de niveau comme le Linguaskill de Cambridge ou le LILATE, ou encore le TOEIC (ce dernier n’est toutefois plus accepté par les compagnies du groupe Air France-KLM (Air France, HOP! et Transavia) pour les recrutements PNC, car il n'évalue pas la compétence Speaking). Un certificat de niveau B2 est le plus souvent requis dans les compagnies françaises, avec un score minimum de 785 au TOEIC, B2 au Linguaskill (soit 160), ou une certification LILATE.
Pour les compagnies européennes, non françaises, basées en France ou dans les pays voisins (notamment easyJet, Vueling, Volotea, Ryanair, Swiss, Luxair) il n'est pas nécessaire de fournir un certificat de langue, car les recrutements sont entièrement en anglais.
Pour les compagnies aériennes du Golfe (telles qu'Emirates, Etihad Airways ou Qatar Airways), les recrutements se déroulent entièrement en anglais, sans qu'il soit nécessaire de fournir un certificat de langue. Cependant, une excellente maîtrise de l'anglais est attendue, et cette compétence sera testée lors du processus de recrutement.
Toute autre langue étrangère supplémentaire est fortement appréciée, et permet de se démarquer des autres candidats.

#### La visite médicale PNC

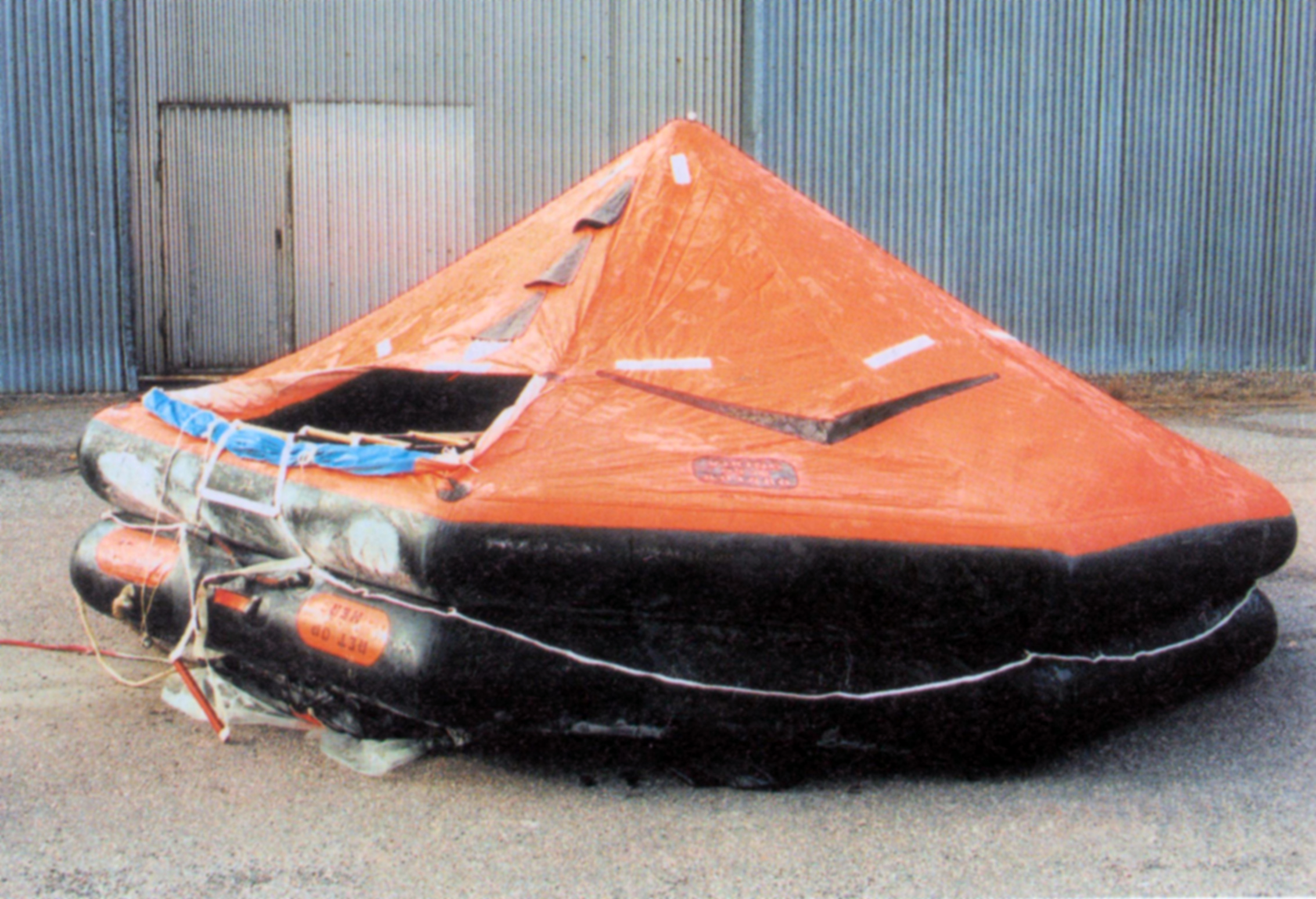
Le type de radeau de survie sur lesquels les PNC passent l'épreuve piscine du CCA.

Avant de se lancer dans l'aventure PNC, il convient de vérifier que l'on est médicalement apte à exercer ce métier. Les candidats doivent donc obtenir une attestation d'aptitude médicale, délivrée par un Centre d'expertise médicale du personnel navigant (CEMPN) ou par un médecin agréé DGAC. Cette visite médicale est payante (entre 60 et 150 euros) et doit ensuite être renouvelée tous les deux ans.

#### LeCabin Crew Attestation(CCA)
Pour opérer comme membre d'équipage de cabine dans l'Union européenne, il faut être titulaire du Cabin Crew Attestation (CCA). Le CCA, délivré dans un État membre de l'UE ou un État membre de l'EASA (Agence de l'Union européenne pour la sécurité aérienne), est reconnu dans tous les États membres de l'UE. Il est délivré par la compagnie aérienne ou par un centre de formation délivrant cette attestation, en fonction des compagnies aériennes.
Cette certification aborde des sujets tels que la sécurité des vols, la sûreté, les facteurs humains, la théorie du vol, le droit aérien, la survie, la lutte contre le feu et le secourisme. Ces savoirs sont sanctionnés par des examens écrits et pratiques.
Bien que certaines offres demandent le CCA, dans les compagnies aériennes françaises comme Air France, HOP!, Transavia ou French Bee, il existe désormais des opportunités de recrutement avec ou sans CCA. Ces compagnies proposent des formations en alternance (dites CQP) et recrutent des profils sans CCA, offrant des opportunités de formation en interne pour obtenir cette certification.
Les compagnies aériennes européennes telles que Ryanair, easyJet Europe, Luxair, Swiss, TUIfly Belgium, ou Lufthansa délivrent également l'attestation CCA à leurs futurs membres d'équipage de cabine après le recrutement.
Pour rester valide, le titulaire du CCA doit exercer en compagnie aérienne en tant que PNC dans les 60 mois suivant l'obtention du certificat ou son dernier vol en qualité de personnel navigant commercial, s'il a déjà exercé en tant que tel. Passé ce délai, le titulaire devra repasser le certificat pour pouvoir exercer de nouveau.
En ce qui concerne les compagnies du Golfe, telles qu'Emirates, Etihad Airways ou Qatar Airways, le CCA n'est pas requis, car ces compagnies ne sont pas soumises à la réglementation européenne. Elles proposent leurs propres formations internes pour leurs futurs membres d'équipage de cabine, couvrant tous les aspects de la sécurité et des opérations en vol. Les candidats sélectionnés sont formés directement par la compagnie après le recrutement, avec des programmes adaptés à leurs normes spécifiques.

### Le recrutement PNC

#### Profils favorisés par les compagnies
Les compagnies aériennes privilégient souvent les candidats ayant une expérience ou une formation complémentaire dans des domaines connexes. Les diplômes post-secondaires en tourisme, en hôtellerie, en communication sont particulièrement appréciés. Les candidats ayant déjà travaillé dans des services à la clientèle, dans l'enseignement, ou ayant une expérience en soins infirmiers peuvent également être favorisés en raison de leurs compétences en gestion des personnes et des situations.
En outre, les compagnies recherchent des individus ayant des qualités personnelles telles que la flexibilité, la capacité à travailler en équipe, la rigueur, de bonnes compétences en communication et une attitude positive. Une présentation soignée et une aptitude à gérer des situations stressantes sont également des critères importants.

#### Les journées de sélection
Si son profil est intéressant, le candidat peut être convoqué à une journée de sélection, qui peut se dérouler soit en distanciel, avec des entretiens différés (ou entretiens asynchrones) ou en visioconférence, soit en présentiel. Que le processus soit en distanciel ou en présentiel, le candidat peut se soumettre à plusieurs examens tels que des tests psychotechniques, des tests de langues, des tests de personnalité, des entretiens collectifs et enfin, un entretien individuel. Ces épreuves se déroulent le plus souvent en anglais.
Les épreuves et leur durée varient grandement en fonction des compagnies aériennes. En règle générale, chaque épreuve est éliminatoire : les candidats sont recalés au fur et à mesure de la journée. Notons également qu'il est maintenant interdit par le Code du travail de discriminer les candidats selon leur taille, âge ou poids en France. Même si chacun possède sa chance, la concurrence est rude et les taux de réussite très bas.

#### Le Stage d'Adaptation à l'Exploitant (SADE)
Une fois les sélections réussies, le candidat entre en Stage d'Adaptation à l'Exploitant (ou OCC, Operator Conversion Course). D'une durée de 3 à 6 semaines, cette étape permet de se familiariser avec les procédures de sécurité et de sûreté propres à la compagnie. Durant ce stage d'intégration, les aspirants PNC sont également qualifiés sur un à trois avions. Chaque module de formation est sanctionné par un examen écrit, qui entraîne une rupture de la période d'essai en cas d'échec.

## Missions et quotidien du PNC
Outre les idées reçues et les stéréotypes qui entourent la profession, les réelles missions du navigant sont encore méconnues du grand public et des médias, notamment la gestion des pires situations à gérer en avion. 

### Le briefing commun
Environ 1 h 30 avant le décollage, les hôtesses et stewards se réunissent afin de procéder à un briefing. Animée par le responsable de cabine, cette étape est cruciale pour le bon déroulement de la mission. Une fois les postes et zones de responsabilité attribués, le briefing porte principalement sur la sécurité et la sûreté. L'ensemble de l'équipage se remémore alors ses procédures d'urgence, et évoque les particularités techniques de l'avion sur lequel il va voler. Par ailleurs, on prend connaissance des informations commerciales du vol : le nombre de passagers, les particularités client et les procédures douanières. En fin d'intervention, les pilotes rejoignent le reste de l'équipage pour leur présenter les chiffres du vol : le temps de vol, la température et la météo sur le parcours, ainsi que les particularités : passagers mineurs voyageant seuls, à mobilité réduite, aveugles, sourds et/muets, la cargaison en soute (animaux, cercueils pour rapatriement de corps), etc.

### La visite prévol
Environ 1 h 15 avant le décollage, l'ensemble de l'équipage passe les filtres de police et se rend à l'avion. Une fois à bord, les hôtesses et stewards contrôlent l'intégrité des éléments de sécurité présents en cabine : les gilets, les extincteurs, les cagoules de protection respiratoire, les systèmes de communication etc. L'avion est ensuite passé au peigne fin, afin de s'assurer qu'aucun objet suspect n'a été déposé en cabine. Dans le jargon aéronautique, cette étape est appelée "visite prévol". Une fois ces tâches terminées, l'équipage vérifie que le bon nombre de prestations a été chargé à bord et que la cabine est prête à recevoir les passagers.

### Le déroulement du vol
Une fois l'embarquement lancé, le PNC accueille les passagers à bord de l'appareil et veille à leur bonne installation. Derrière son sourire, il repère d'ores et déjà les comportements suspects (consommation d'alcool, par exemple) et identifie les clients susceptibles d'aider l'équipage en cas d'urgence. Il réalise également un briefing aux passagers assis au droit des issues de secours, afin qu'ils puissent les ouvrir correctement lors d'une évacuation. Au roulage, il arme les toboggans, effectue les démonstrations de sécurité et sécurise la cabine en vue du décollage. En croisière, il se livre à des tâches commerciales : service, ventes hors taxes et fidélisation de la clientèle. Durant tout le vol, il reste vigilant à chaque bruit suspect ou odeur anormale : il est les yeux, les oreilles et le nez des pilotes en cabine. En début de descente, il sécurise à nouveau la cabine pour l'atterrissage. Une fois l'avion au point de parking, il désarme les toboggans et prend congé des clients.
En mission, le PNC comme le PNT répond à plusieurs consignes brèves, claires et précises avec une phraséologie propre à l'aviation. On peut citer par exemple "PNC, veuillez vous préparer au décollage", "PNC, armement des toboggans et vérification de la porte opposée", ou encore "Cabin Crew, doors for departure".
Des compagnies aériennes ont recours aussi à des personnels complémentaires de bord, qui ne possèdent pas les qualifications des PNC mais peuvent les seconder,.

## Carrière, salaires et avantages

### Les évolutions de carrière

#### Chef de Cabine (CC)
Après quelques années de service, un PNC peut se présenter à une sélection interne afin d'obtenir une promotion en tant que Chef de Cabine (CC). Possédant le statut d'agent de maîtrise, il est garant du bon déroulement du vol, du respect des consignes de sécurité et de la satisfaction client. Le chemin à parcourir pour obtenir ce grade est plus ou moins long selon les compagnies aériennes.
A bord, il est différencié du reste de l'équipage par le port d'un galon argenté sur les manches de sa veste. Sur les avions petits-porteurs, il est le seul responsable de cabine. Sur les avions gros-porteurs, il peut aussi y avoir deux chefs de cabine qui répondent à un Chef de Cabine Principal (CCP).

#### Chef de Cabine Principal (CCP)
Le poste de Chef de Cabine Principal (CCP) n'existe que sur gros-porteur et uniquement dans certaines compagnies. Ce grade est accessible après une sélection interne et une ancienneté considérable en tant que simple Chef de Cabine (CC). Au même titre que les chefs de cabine, le CCP est responsable du bon déroulement du vol, du respect des règles de sécurité et des aspects commerciaux à bord. Il gère également la coordination avec les agents d'embarquement, remplit des tâches administratives et manage un équipage pouvant aller jusqu'à 23 PNC sur A380. A bord, son poste est souvent à l'avant de l'avion et il est différentiable par un double galon argenté sur les manches de sa veste.

#### Instructeur PNC
Un instructeur possède le statut de cadre, et remplit de nombreuses fonctions. D'une part, il s'occupe du suivi managérial d'un effectif pouvant aller jusqu'à 200 personnes : il réalise les entretiens annuels, tient les dossiers professionnels des PNC et effectue des vols de contrôle. D'autre part, il peut être rattaché à un pôle opérationnel (sécurité, sûreté, commercial, carrières, recrutement) : il développe et met en place de nouvelles procédures, évalue le niveau de sécurité des vols, mesure la satisfaction client ou est chargé du recrutement et de la formation des PNC. Un instructeur vole donc peu et travaille majoritairement en horaires administratifs. A bord, il est différentiable par un double galon argenté sur ses manches et une étoile au-dessus de ses ailes de poitrine.

### Salaire du PNC
Le salaire du PNC est tout d'abord composé d'une part fixe, que l'on appelle « salaire de base ». A ceci, il faut ensuite ajouter différents éléments de rémunération variables : les indemnités repas en escale, les forfaits de montée au terrain, les heures de nuit et les heures supplémentaires. Même si elles varient en fonction du planning réalisé, ces primes et indemnités permettent d'améliorer considérablement le salaire de base.
Par ailleurs, l'ancienneté et le grade ont une incidence sur le salaire du PNC. Dans l'ensemble, un jeune navigant perçoit en moyenne 1 300 à 2 200 euros nets par mois et peut prétendre à 3 200 euros nets en fin de carrière. En prenant du galon, le PNC peut améliorer son salaire : un chef de cabine reçoit en moyenne 3 400 à 4 000 euros nets, un chef de cabine principal entre 4 200 et 5 000 euros nets et un instructeur entre 5 500 et 8 000 euros nets.

## Hôtesses de l'air et stewards renommées
- Neerja Bhanot, a sauvé des centaines de passagers du vol 73 Pan Am détourné le 5 septembre 1986
- Lætitia Bléger, Miss France 2004, ancienne hôtesse de l'air en Alsace ;
- Ellen Church, première hôtesse de l'air de l'histoire (1930) ;
- Nicole Coste, hôtesse de l'air française d'origine togolaise qui eut une relation avec le prince Albert II de Monaco, relation dont est issue un enfant né en 2003 ;
- Nelly Diener, embauchée en 1934 chez Swissair, elle est la première hôtesse de l'air suisse et européenne ;
- Brian Dowling, vainqueur de la 2e édition de Big Brother (2001), émission de télévision britannique, ancien steward chez Ryanair ;
- Jennifer Hosten, Miss Monde 1970, ancienne hôtesse de l'air en Guyana ;
- Catherine Maunoury, double championne du monde de voltige aérienne (1988 et 2000) et hôtesse chez Air France ;
- Axel Médéric, champion de France 1989 de patinage artistique ;
- Lioudmila Poutina, épouse du dirigeant russe Vladimir Poutine, fut hôtesse de l'air à Kaliningrad ;
- Madeline Amy Sweeney, hôtesse de l'air sur le vol 11 American Airlines, morte lors de l'attentat contre la tour Nord du World Trade Center, comme sa collègue Betty Ong ;
- Francine Triplet, épouse du commandant Cousteau ;
- Alix d'Unienville, ancienne résistante puis hôtesse de l'air ;
- Jeanfi Janssens, humoriste français.

## Hôtesses de l'air et stewards de fiction

### Littérature
- Natacha, héroïne de la bande dessinée homonyme créée en 1965 par François Walthéry ;
- Babette, la petite amie de Jérôme K. Jérôme Bloche dans la bande dessinée du même nom, créée en 1985 ;

### Théâtre
- Les trois hôtesses de l'air qui partagent à leur insu le même amant dans la comédie Boeing-Boeing (1965) de Marc Camoletti.

### Cinéma et télévision
- Nicole (Françoise Dorléac), hôtesse dans La Peau douce (1964) de François Truffaut ;
- Ornella Muti dans Les Nouveaux Monstres (1977) épisode 11, Sans paroles de Dino Risi;
- Jacques (André Dussollier), steward chez Air France dans Trois hommes et un couffin (1985) de Coline Serreau ;
- Jackie Brown (Pam Grier), dans le film homonyme (1997) de Quentin Tarantino ;
- Philomène (Armelle) dans Le Fabuleux Destin d'Amélie Poulain (2001) ;
- Dona (Gwyneth Paltrow), Christine (Christina Applegate) et Sally (Candice Bergen), apprenties PNC dans Hôtesse à tout prix (2003) de Bruno Barreto ;
- Amelia Warren (Catherine Zeta-Jones) dans Le Terminal (2004) de Steven Spielberg ;
- Alice (Marion Cotillard) dans La Boîte noire (2005) de Richard Berry ;
- Claire (Kirsten Dunst) dans Rencontres à Elizabethtown (2005) de Cameron Crowe ;
- Monique Pollier (Kathleen York) dans Desperate Housewives (saison 2, 2006) ;
- Attention Please (en), feuilleton dramatique japonais dont l'action se déroule dans le milieu aéronautique. Les principaux protagonistes sont des PNC ou des élèves PNC ;
- Pan Am, série télévisée américaine créée par Jack Orman et diffusée depuis 2011 racontant de manière fictive les péripéties de quatre hôtesses de l'air dans les années 1960 ;
- Adeline (Alice Taglioni) dans Cookie (2013) de Léa Fazer ;
- Fajardo (Carlos Areces), Ulloa (Raúl Arévalo) et Joserra (Javier Cámara), trois stewarts dans Les Amants passagers (2013) de Pedro Almodóvar.
- Cassandre (Adèle Exarchopoulos) dans Rien à foutre (2022) d'Emmanuel Marre et Julie Lecoustre.

### Musique
- L'Hôtesse de l'air (1969), paroles de Jacques Lanzmann, musique de Jacques Dutronc, interprétée par ce dernier ;
- Les Hauts et les Bas d'une hôtesse de l'air (1975), interprétée par Diane Dufresne.
- Toxic (2004), interprétée par Britney Spears ;
- Ella, elle l'a (2008), interprétée par Kate Ryan (elle y interprète une hôtesse de l'air, une passagère et une pilote).
- Essaye de suivre (2018) écrite et interprétée par Sandy (chanson sur les consignes de sécurité avion)
- Hey you, listen to me version anglaise écrite et interprétée par Sandy

- Doralice Prunelier, protagoniste des jeux d'aventure Fascination (1991) et Lost in Time (1993)[17].